# Quim Machado
Joaquim Machado Gonçalves, meglio noto come Quim Machado (Santo Tirso, 10 ottobre 1966), è un allenatore di calcio ed ex calciatore portoghese, di ruolo difensore.

## Palmarès

### Giocatore

#### Competizioni nazionali
- Campionato lussemburghese: 1

F91 Dudelange: 2001-2002